# 浮士德 (歌德)

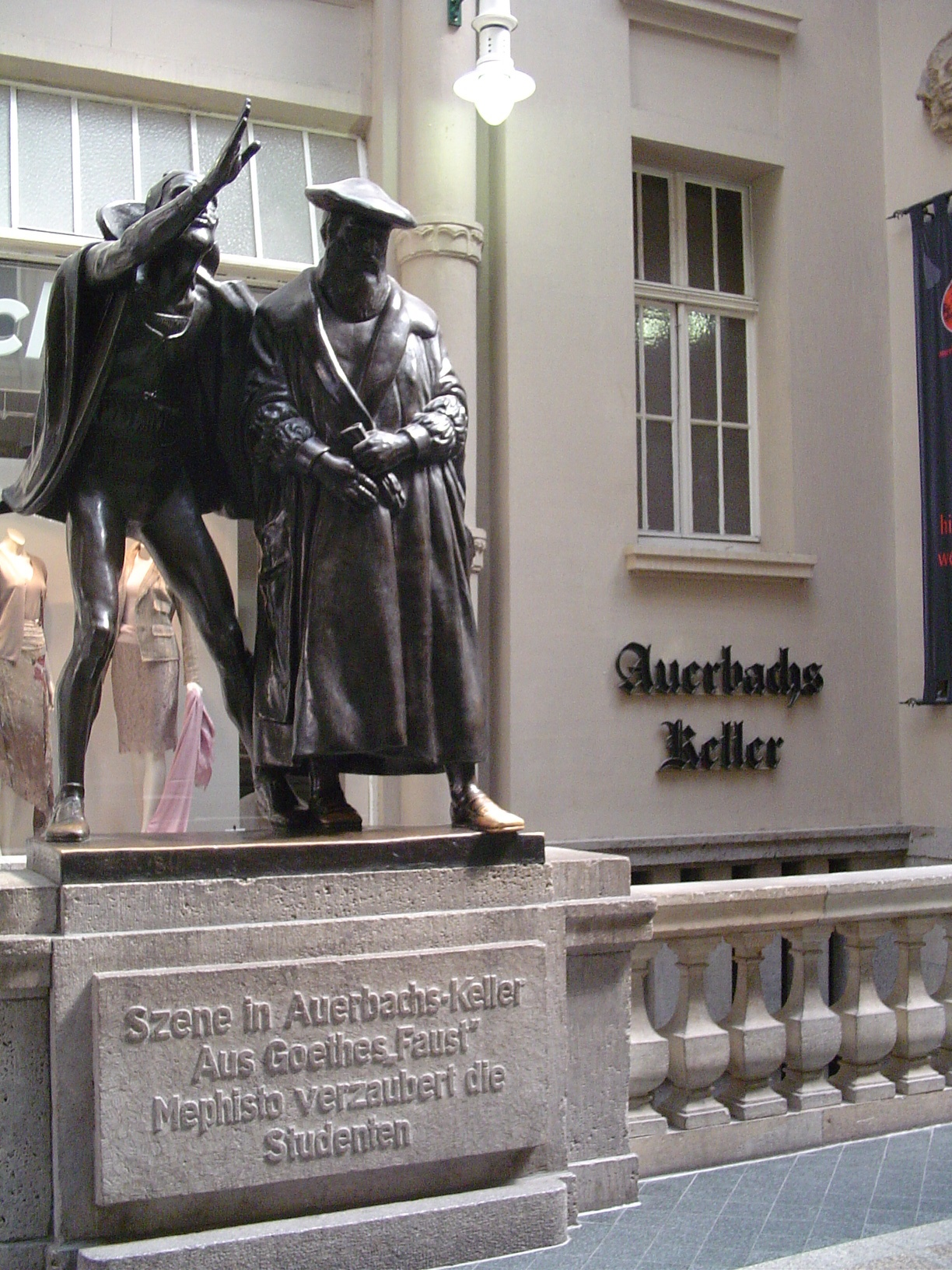
在現今萊比錫Auerbachs Keller入口前的雕像，Auerbachs Keller是浮士德跟隨梅菲斯特去的第一站

约翰·沃尔夫冈·冯·歌德的《浮士德》是以浮士德為主角的悲劇，分為上下二部，分別是《浮士德·悲劇第一部》及《浮士德·悲劇第二部》，雖然很少有完整的演出，但是是德文戲劇中累計觀眾最多的戲劇。浮士德是约翰·沃尔夫冈·冯·歌德的大作，許多人也認為是德语文学中最重要作品中的一部。
歌德是在1772年至1775年開始寫最早的浮士德系列作品，稱為《Urfaust》，不過許多細節的發展不是完全清楚，《Urfaust》有22幕，其中有二篇長的散文，其他的是押韻的詩句，共有1141行。《Urfaust》的原稿已不可考，但在1886年曾發現一份複本。
最早出版的浮士德作品是《浮士德初稿》（Faust, a Fragment），在1790年出版。第一部份《浮士德，悲劇第一部》（Faust. Der Tragödie erster Teil）是1806年完成初稿，在1808年出版，在1828到1829年時歌德又重新修訂過一次。其中的內容主要是浮士德對學問的渴求及他的苦悶，他和魔鬼梅菲斯特的交易，之後遊歷的經過等內容。
歌德在1831年完成《浮士德·悲劇第二部》（Faust. Der Tragödie zweiter Teil），不過重點就不再只是浮士德的靈魂了，而是探討心理學、歷史及政治學的社會現象，以及神祕學及哲學上的一些主題。歌德的晚年主要是以創作《浮士德·悲劇第二部》為主，而且指定在他死後才能出版，後來在1832年歌德過世以後才出版。

## 名稱
1808年歌德原作的德文標題是《Faust. / Eine Tragödie》（浮士德/悲劇），在1832年《Faust. / Der Tragödie zweiter Teil》（浮士德·悲劇第二部）出版後，才重新為原作加上「第一部」的說明。

## 影響
歌德創作的浮士德影響了後來許多文學、音樂的創作。
保羅·卡魯斯（1852-1919）認為歌德創作的浮士德「影響力僅次於聖經。」。
瓦爾特·阿諾德·考夫曼指出「歌德創造出一個角色（浮士徳），被其讀者認為是他們的理想原型。」
許多浮士德劇中的台詞及內容已變成德語中的一部份。